# Husum (Noord-Friesland)
Husum (Noord-Fries: Hüsem) is een Duitse havenstad aan de westkust van de Noordzee, ongeveer 80 kilometer ten westen van Kiel in de deelstaat Sleeswijk-Holstein. Het is de Kreisstadt van de Kreis Noord-Friesland, en telt 23.249 inwoners op een oppervlakte van 25 km². Schobüll is een deel van de stad Husum. De stad ligt slechts enkele kilometers ten zuiden van de dam naar Nordstrand.

## Stadsdelen
- Altstadt
- Dreimühlen
- Fischersiedlung
- Gewerbegebiet
- Halebüll
- Hockensbüll
- Kielsburg
- Lund
- Neustadt
- Norderschlag
- Nordhusum
- Osterhusum, Osterhusumfeld
- Porrenkoog
- Rödemis
- Rosenburg
- Schobüll
- Zentrum

## Geschiedenis

### Tot 1939
Koning Abel van Denemarken zou in 1252 slag met de Friezen onder Sicko Sjaerdema geleverd hebben. De Friezen weigerden een door Abel opgelegde belasting te betalen. Volgens een Deense kroniek sneuvelde Abel bij Husembro (wat mogelijk: Husumer brug betekent). Indien dit gegeven historisch betrouwbaar is, is dit de oudste vermelding van de plaats Husum.
Bij de Sint-Marcellusvloed (1362) verdwenen veel gebieden in de omgeving voorgoed in de Noordzee. Husum had juist voordeel van de ramp, want de plaats kwam op een voor de scheepvaart gunstige plaats aan zee te liggen, en ontwikkelde zich al spoedig tot een tweelingdorp (Wester- en Osterhusum); in 1431 werden die samengevoegd. De plaats was officieel een in Denemarken gelegen vlek, een dorp met een regionale centrumfunctie, maar was in feite al in de 15e eeuw een bloeiend havenstadje.
In 1472 wilden de Husumers meer dan de al toegekende rechten op lage jurisdictie en op een palissade om de plaats heen. Men eiste volledige stadsrechten. Om dat te bewerkstelligen kwamen zij -tevergeefs- in opstand tegen koning Christiaan I van Denemarken, die ook heer van het Hertogdom Sleeswijk was. Deze legde een strafbelasting aan de plaats op, die pas in 1878 werd afgeschaft. Husum ging hierdoor tijdelijk in belang achteruit.
Van 1512 tot 1521 werkte de bekende, katholieke houtsnijder Hans Brüggemann hier aan zijn beroemde Bordesholmer Altar ( nu te bewonderen in de Dom van Sleeswijk).
Maar intussen had de reformatie haar intrede gedaan, en Brüggemann verliet Husum in 1523.
Van omstreeks 1490 tot 1551 leefde in Husum een geestelijke, Hermann Tast. Deze geldt als de belangrijkste reformator (kerkhervormer) van Husum en omgeving. Met steun van de Deense koning en de Sleeswijker hertog, die al luthers waren, bouwde hij de lutherse kerk uit. De stad Husum was in 1527 officieel protestants geworden. Tast liet het plaatselijke klooster tot armenhuis verbouwen. Adolf van Sleeswijk-Holstein-Gottorp, zoon van koning Frederik I van Denemarken en hertog van Sleeswijk-Holstein, liet in 1577 voor de stadsmuur van Husum een kasteel bouwen.
De stichting van de handelsconcurrente Friedrichstadt (Sleeswijk-Holstein) in 1621, en de rampzalige Burchardivloed in 1634 waren zeer nadelig voor de economie van de stad.
In 1867 kwam Husum in het Koninkrijk Pruisen i.p.v. in Denemarken te liggen. De oriëntering op het Duitse zuiden deed de bedrijvigheid in Husum weer opleven.
Eind 19e eeuw ontwikkelde zich in de stad een zeer belangrijke veemarkt. Daarvoor werd een speciaal voor veevervoer aangepaste goederenspoorlijn naar Hamburg aangelegd. De veemarkt bestond tot 1970.

### Tweede Wereldoorlog
In 1940 werden diverse onderdelen van de krijgsmacht van nazi-Duitsland in en om Husum gelegerd; er was onder andere een militair vliegveld (een Fliegerhorst), een kazerne van de Kriegsmarine, en een officiersopleiding (Kriegsschule).
Het 5 km ten noordoosten van de stad gelegen kamp Husum-Schwesing (Duits: Konzentrationslager Husum-Schwesing), in de gemeente Schwesing, was van september tot eind december 1944 een buitenkamp (Außenlager) van het concentratiekamp Neuengamme. De gevangenen moesten onder zeer zware omstandigheden en vaak geslagen door sadistische kampbewakers in taaie kleigrond alleen met de spade een 4 meter brede en 3 meter diepe tankgracht, de Friesengraben, aanleggen. Toen eind 1944 deze tankgracht militair-strategisch nutteloos was gebleken, werd het Außenlager gesloten en werden de gevangenen teruggebracht naar Neuengamme. In Husum-Schwesing zijn naar schatting 297 gevangenen om het leven gekomen. Ter plaatse is een herdenkingsgebouw aanwezig (Haus der Gegenwart).
In mei 1945 werd de kazerne aan de Britse bezettingstroepen overgedragen.

## Bezienswaardigheden

### HetNoord-Friese Museum - Ludwig-Nissen-Haus
Dit in 1933 geopende museum is ontstaan uit de fusie tussen een streekmuseum en het beeldende-kunstmuseum Ludwig-Nissen-Haus. Het bezit voorwerpen en documenten over de historie van het noorden van Sleeswijk-Holstein en van de stad Husum zelf, maar ook een grotendeels door de mecenas Ludwig Nissen aan de stad nagelaten collectie schilderijen en beeldhouwwerken. Het betreft hier vooral realistisch werk, grotendeels van internationale betekenis, uit de periode 1850-1920.
Tot de collectie behoren werken van:
- de Italiaanse, Milanese beeldhouwer Pietro Calvi (1833-1884) (een beeldhouwwerk Bedouin)
- o.a. in het museumcafé een aantal beeldhouwwerken van Adolf Brütt, geboren te Husum, oprichter van een beeldhouwersschool te Weimar (1905)
- schilderijen van de in Hongarije geboren Amerikaanse portrettiste Vilma Lwoff-Parlaghy (1863-1923); daaronder is een in 1913 geschilderd portret van de uitvinder Nikola Tesla, bekend als het Blauwe Portret
- Albert Bierstadt
- Rosa Bonheur
- Frederic Remington.

### Overige musea
- Het Theodor-Storm-Haus is een letterkundig museum over de schrijver Theodor Storm.
- Het Schloss vor Husum (bouwjaar 1577) in de König-Friedrich-V.-Allee kan bezichtigd worden (in het winterhalfjaar alleen op zaterdag- en zondagmiddag). Het kasteel is na een periode van verwaarlozing in 1752 in barokstijl verkleind en gerenoveerd. In het midden van de 19e eeuw verbleven enkele Deense koningen er enige tijd. Na de Pruisische machtsovername in 1864 werd het kasteel een rechtbank en kantoor voor regionale bestuursambtenaren. Een van hen was Theodor Storm, die er van 1867 tot 1880 als rechter en rechtbankgriffier werkte. In 1970 verhuisden de rechters en ambtenaren naar nieuwbouw op het terrein van de voormalige veemarkt. Na een restauratie dient het kasteel nu deels als museum, deels als muziekschool.
- Een oude traditie is, dat in het 5 ha grote kasteelpark iedere lente een enorm aantal krokussen bloeien;  ter gelegenheid waarvan een lentefeest wordt gevierd.
- Het Scheepvaartsmuseum met o.a. buiten een trailerhelling en enige historische schepen, en binnen een geconserveerd scheepswrak uit 1600, en tentoonstellingen over scheepsbouw, visserij, walvisvaart, de geschiedenis van de Husumer haven enzovoorts.
- Het Ostenfelder Bauernhaus is het oudste Duitse openluchtmuseum. Het bestaat uit een in 19e-eeuwse stijl ingerichte museumboerderij. Van april t/m oktober geopend.
- In het Poppenspäler Museum, geïnspireerd door Theodor Storms roman Pole Poppenspäler, wordt het poppentheater gethematiseerd. Er zijn regelmatig ook voorstellingen. Het museum is in het kasteel van Husum gehuisvest.

### Overige bezienswaardigheden
- De Marienkirche
- Mogelijkheden tot boottochten op de Waddenzee

## Economie
Husum is een regionaal centrum voor de dienstverlenende sector. Er zijn veel regionale ambtelijke instellingen gevestigd. De haven van de stad is vooral van belang voor de (de laatste decennia teruglopende) visserij op krab, voor de vrachtvaart - transport van landbouwproducten - en voor de passagiersscheepvaart.
De stad bezit enige groothandelsbedrijven in agrarische producten. Het toerisme is, vanwege de hierboven vermelde bezienswaardigheden, van toenemend belang. In Husum is een belangrijk verkoopkantoor van een grote Deense fabriek van windturbines, Vestas, gevestigd.
Ook het leger, de Bundeswehr, is een belangrijke werkgever in de stad met o.a. een groot kantoor voor facilitaire dienstverlening.
Verder heeft Husum een relatief groot ziekenhuis. Opvallend is verder, dat de kleine Deense minderheid in de stad twee eigen scholen heeft.

## Verkeer
Husum ligt aan de Bundesstraße 5, die de Deense grens via Hamburg en Berlijn verbindt met de Poolse grens.
Het station Husum heeft spoorverbindingen met Sylt en Hamburg, met Rendsburg en Kiel en met Tönning.
Op 4 km ten noordoosten van de stad ligt het vliegveldje Husum-Schwesing, een voormalige Fliegerhorst van de Luftwaffe. De burgerluchtvaart, beperkt tot kleine vracht-, zaken- en hobbyvliegtuigjes, deelt het veld met de militaire luchtvaart. Er is één start- en landingsbaan van 1450 m lengte.

## Geboren
- Hermann Tast (circa 1490-1551), luthers theoloog
- Theodor Storm (1817-1888), schrijver
- Adolf Brütt (1855-1939), beeldhouwer
- Fanny zu Reventlow (1871-1918), bohemienne en romanschrijfster
- Ludwig Nissen (1855-1924), stichter van een museum
- Jan Wayne (1974), diskjockey

## Overleden
- Hans Brüggemann (1481- ca. 1540), beeldhouwer en houtsnijder
- Hermann Tast (circa 1490-1551), luthers theoloog

## Afbeeldingen

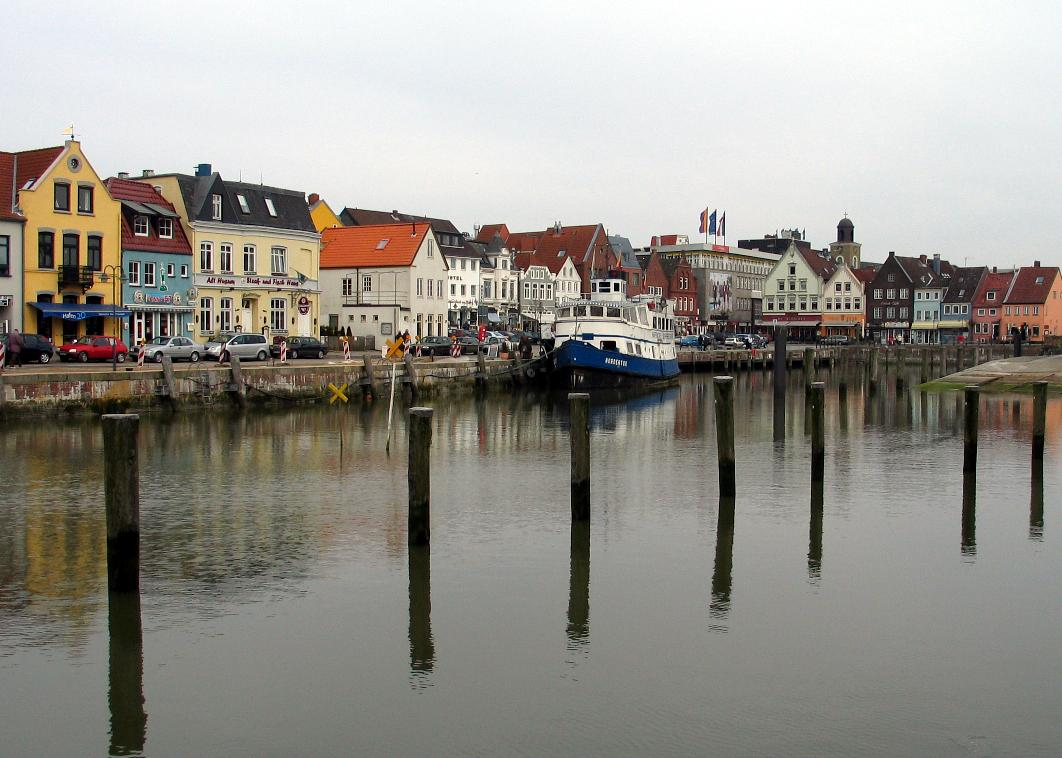
Haven
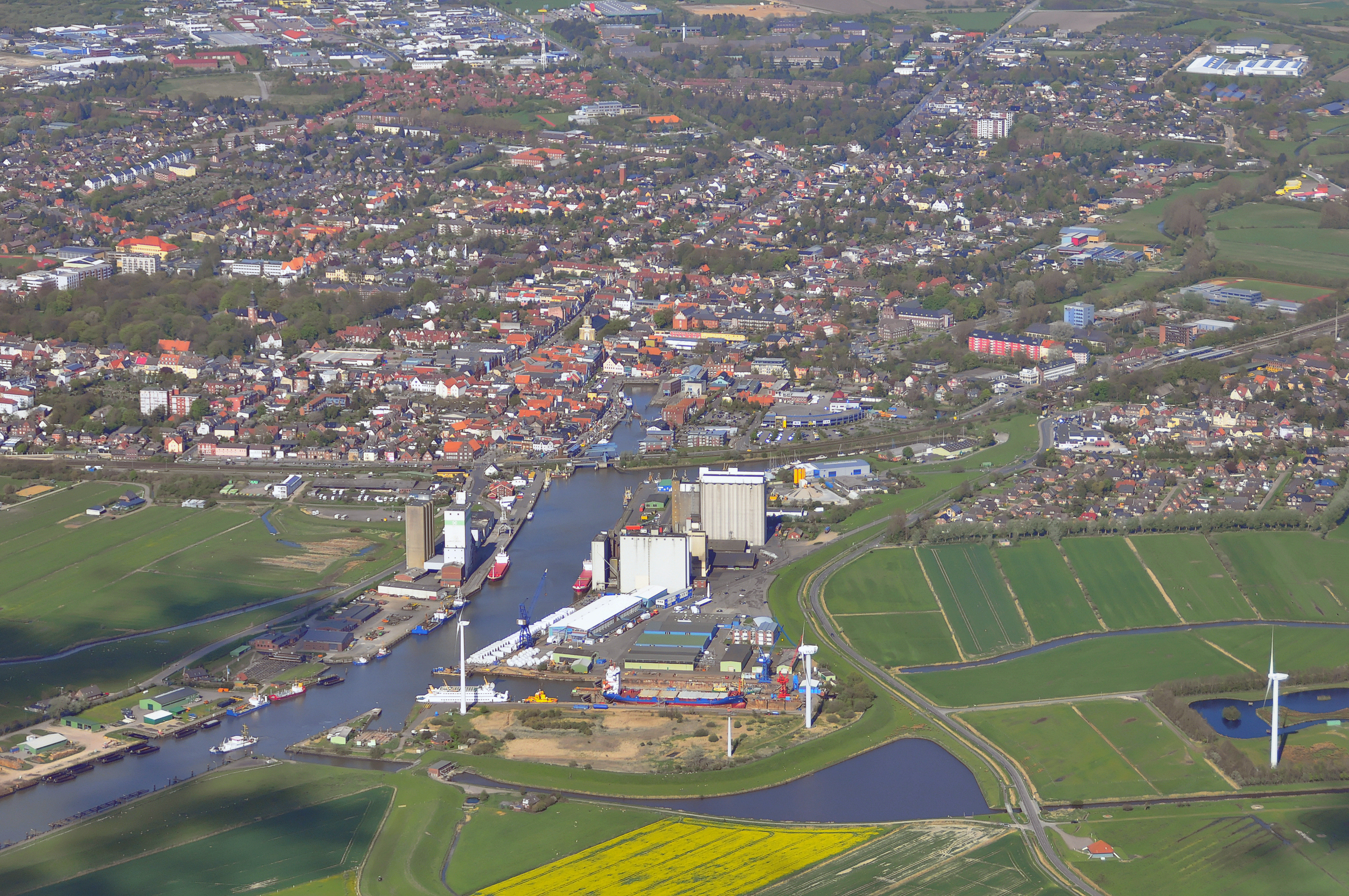
Luchtfoto
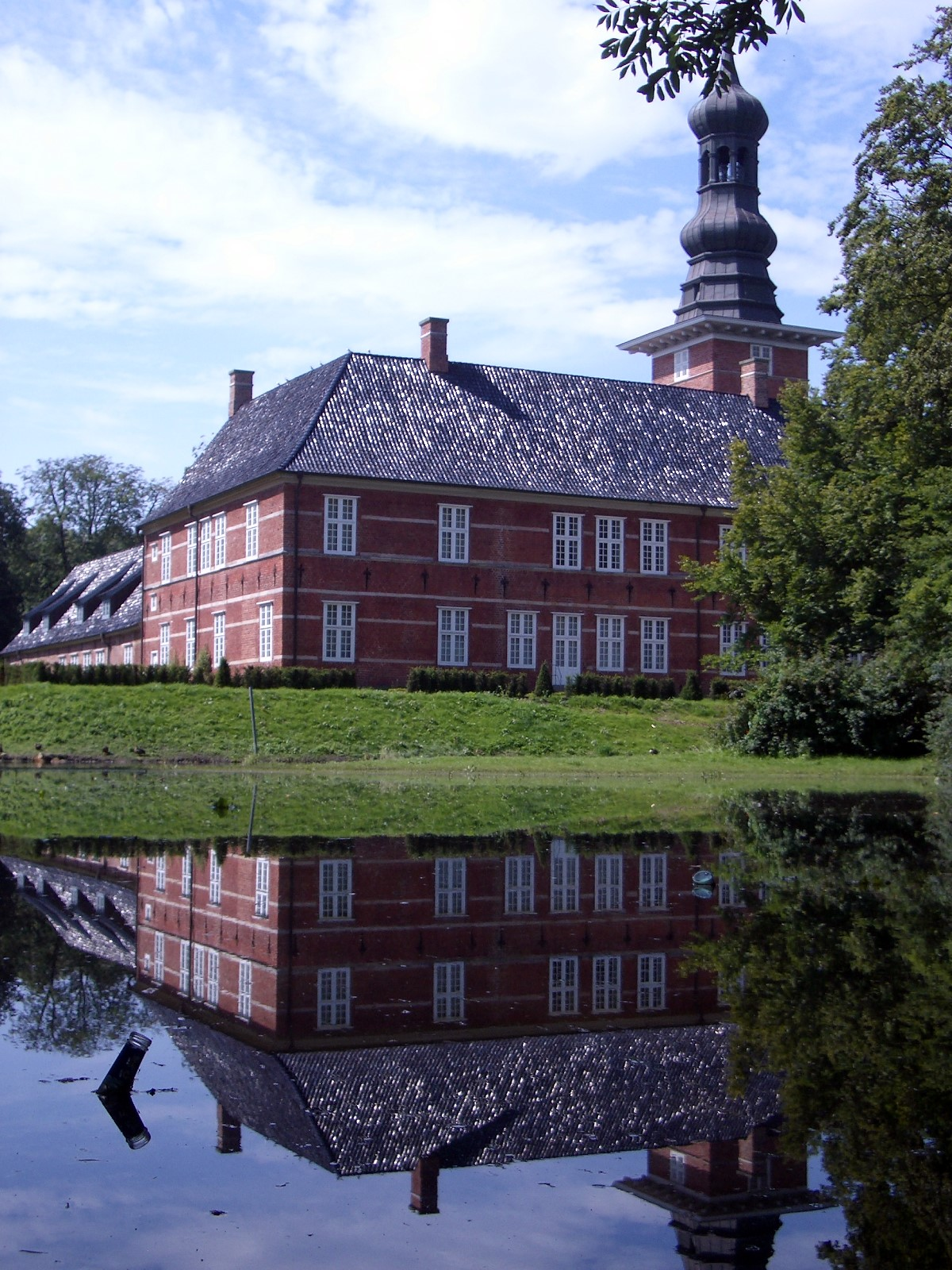
Kasteel
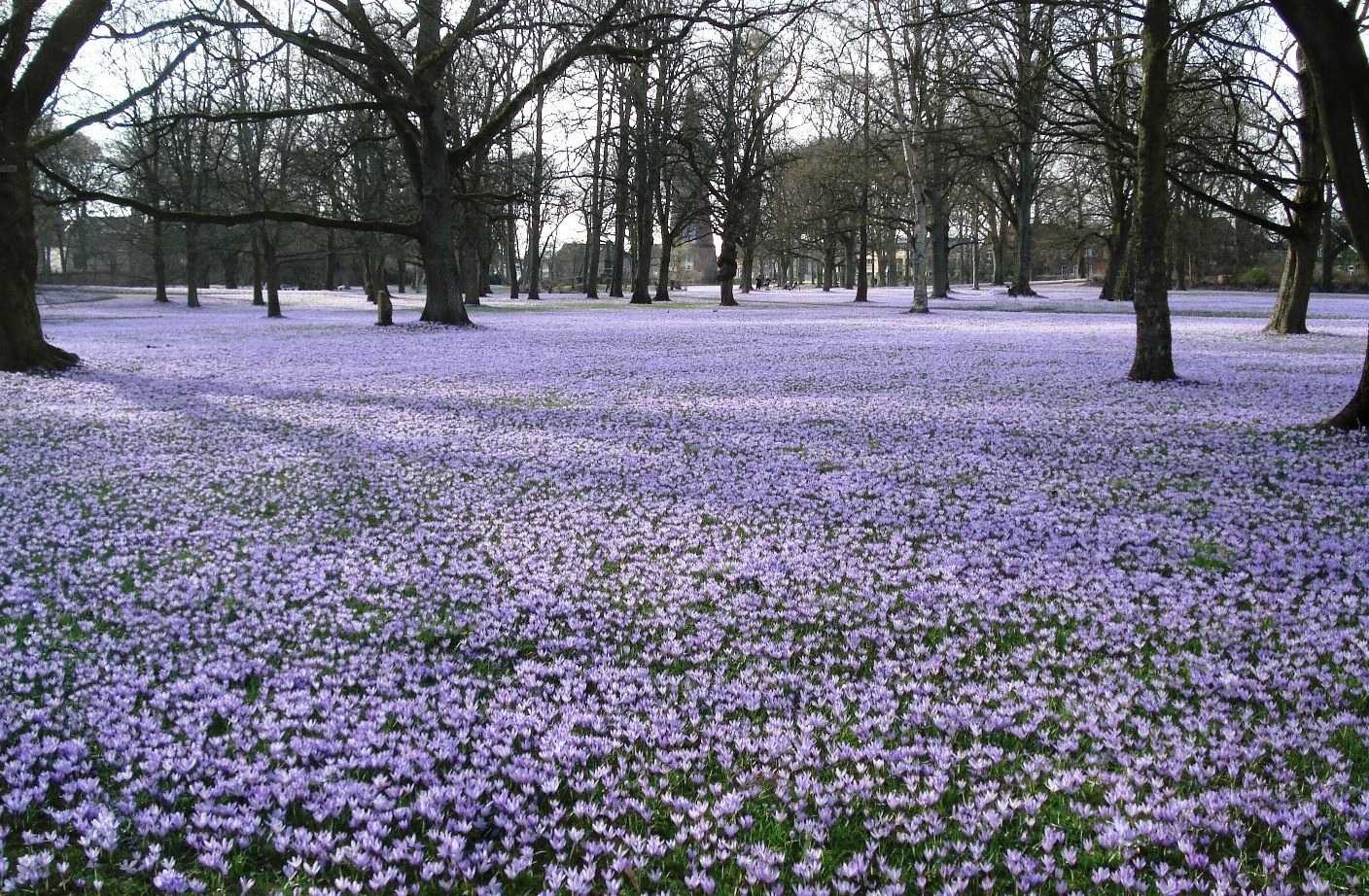
Krokusveld nabij de watertoren
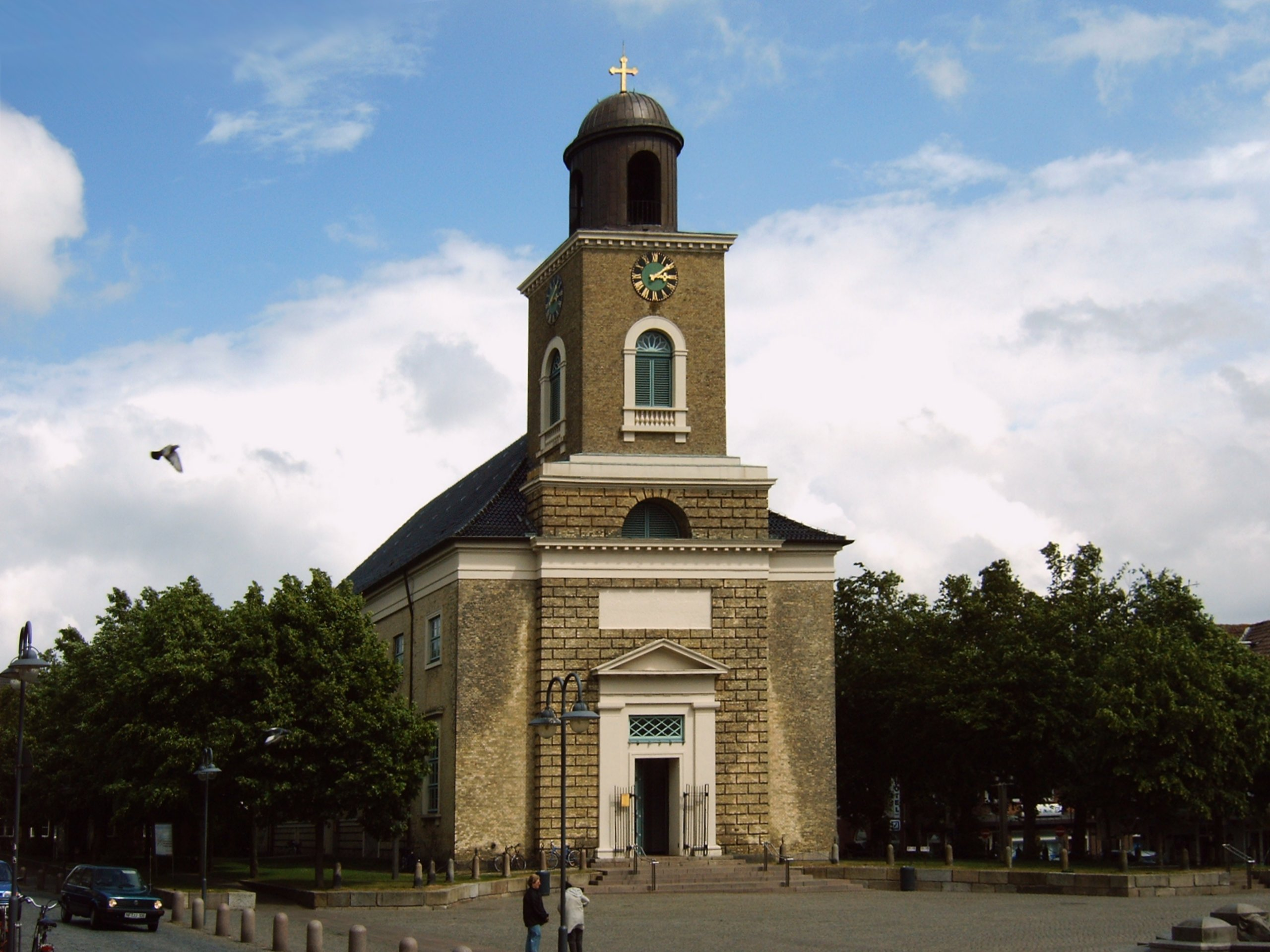
Mariakerk
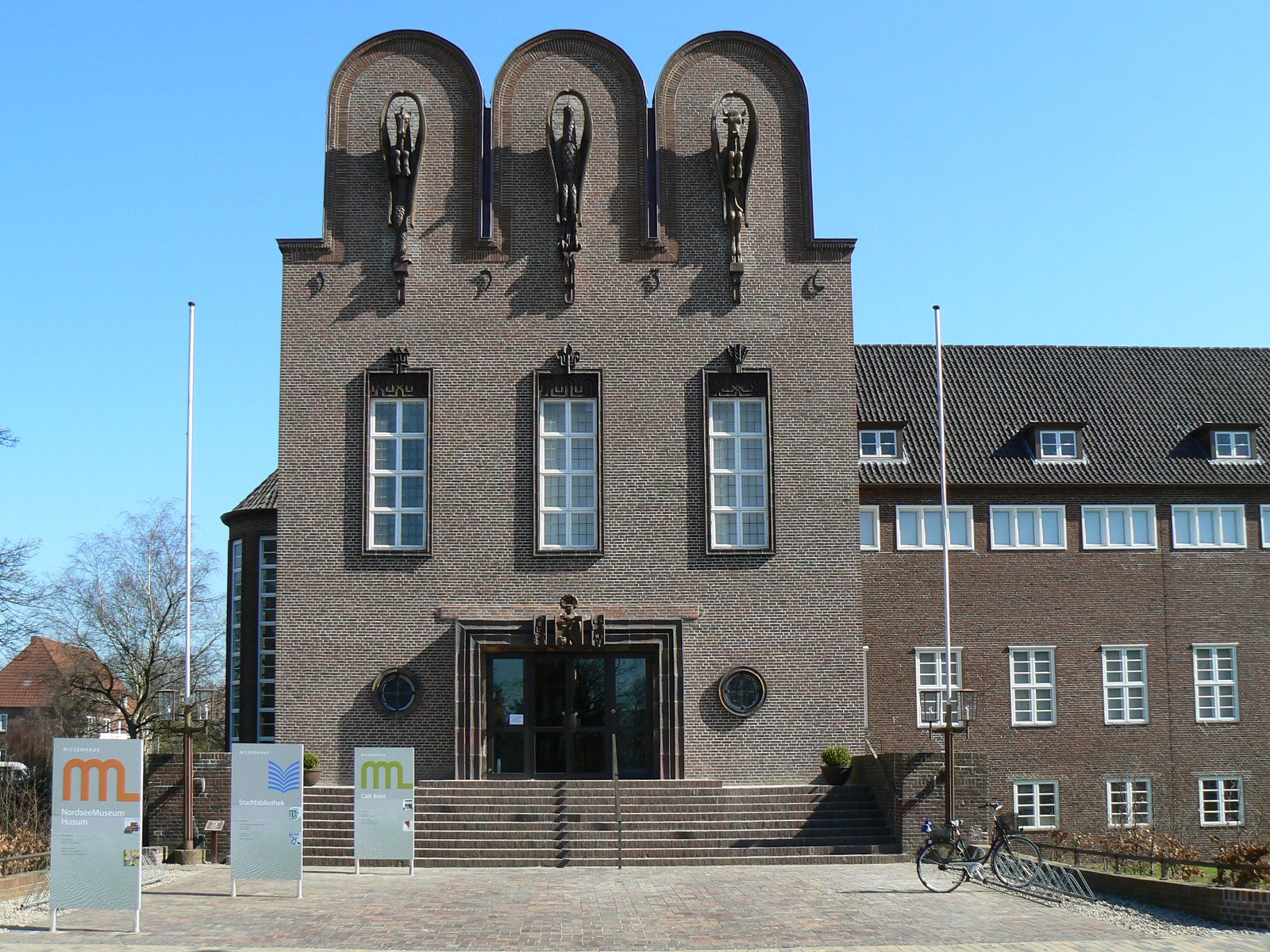
Museum, Nissenhaus
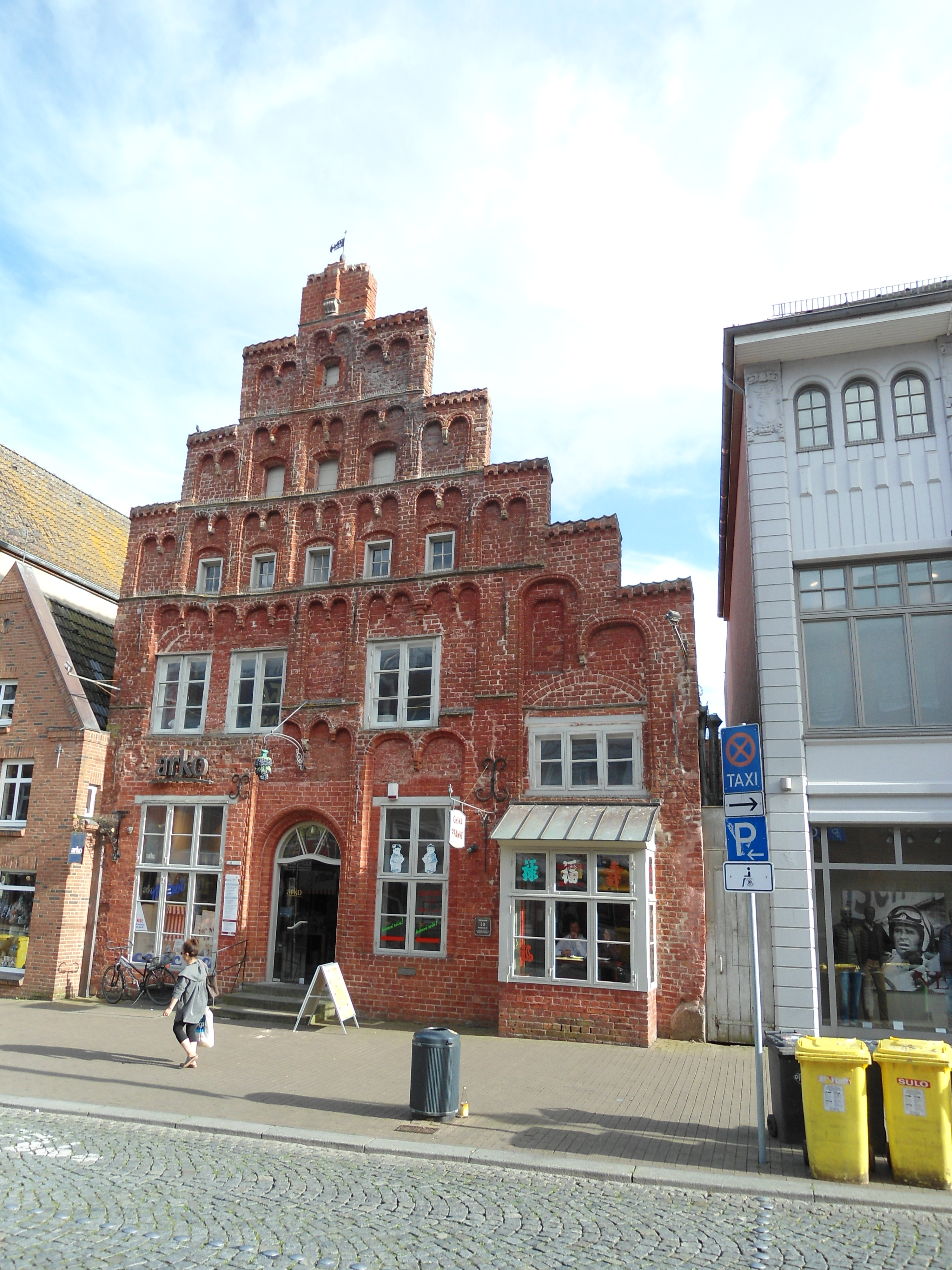
16e-eeuws koopmanshuis in het centrum van Husum
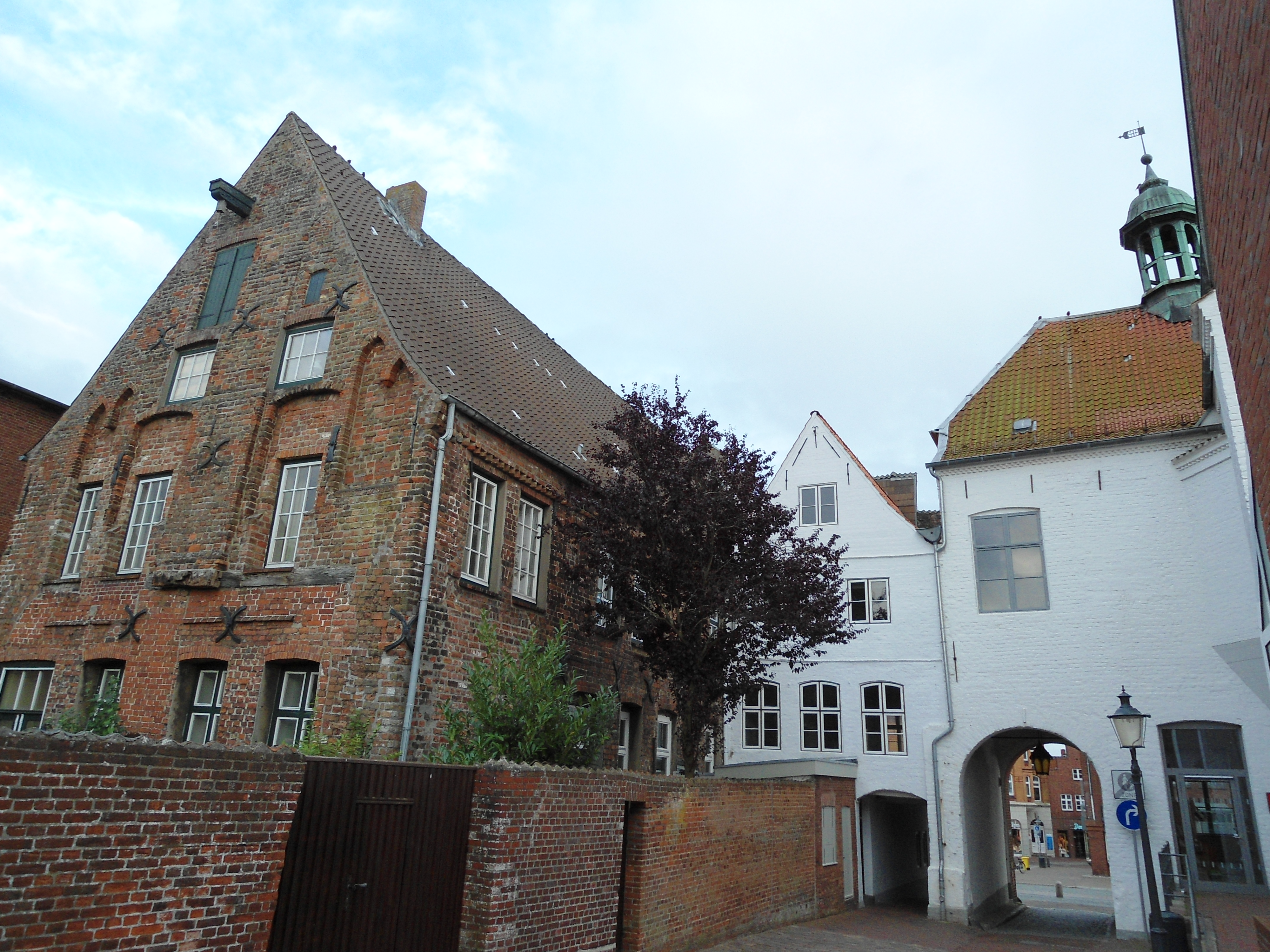
Doorkijkje in Husum
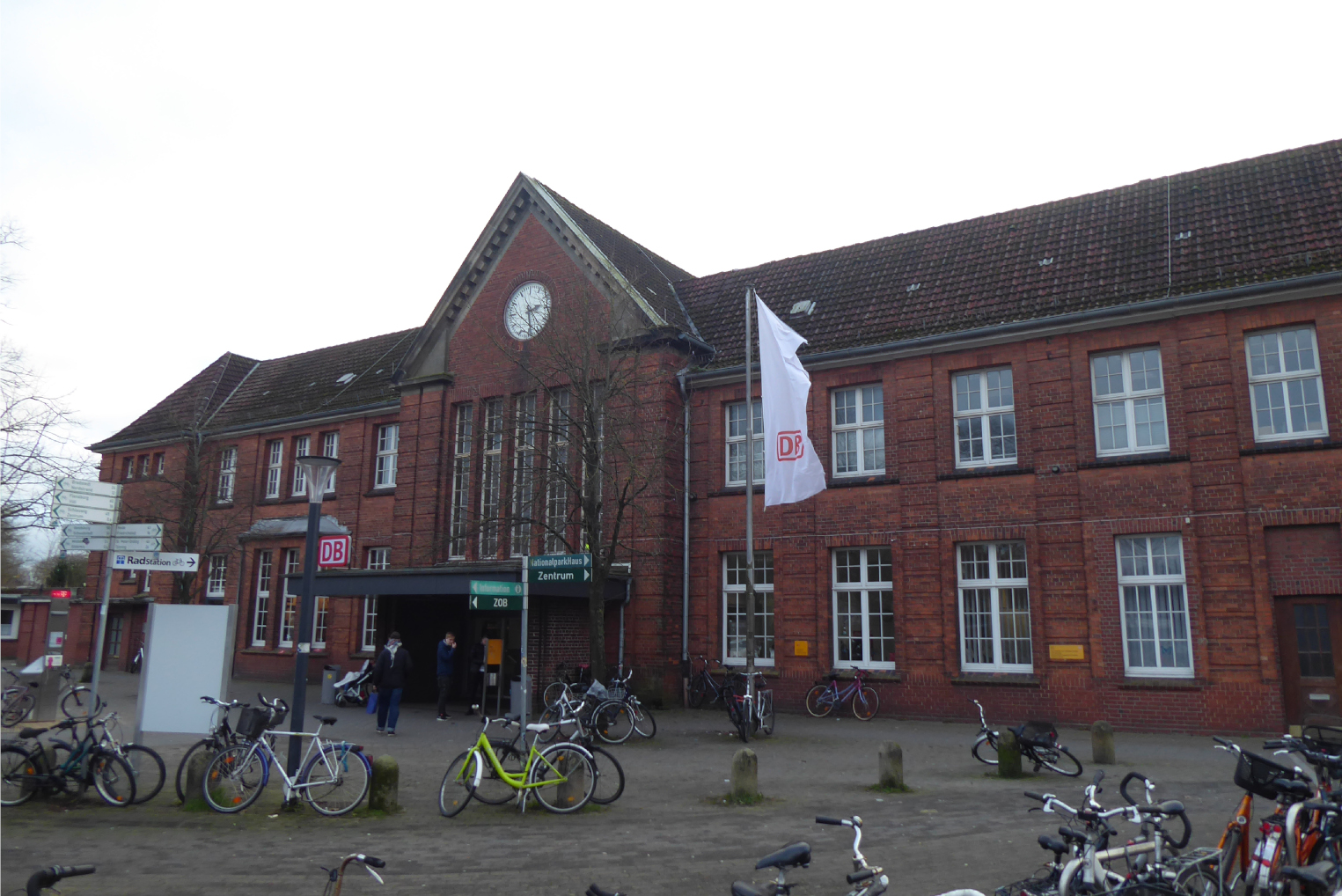
Station (2019)